# Movimientos de hombres

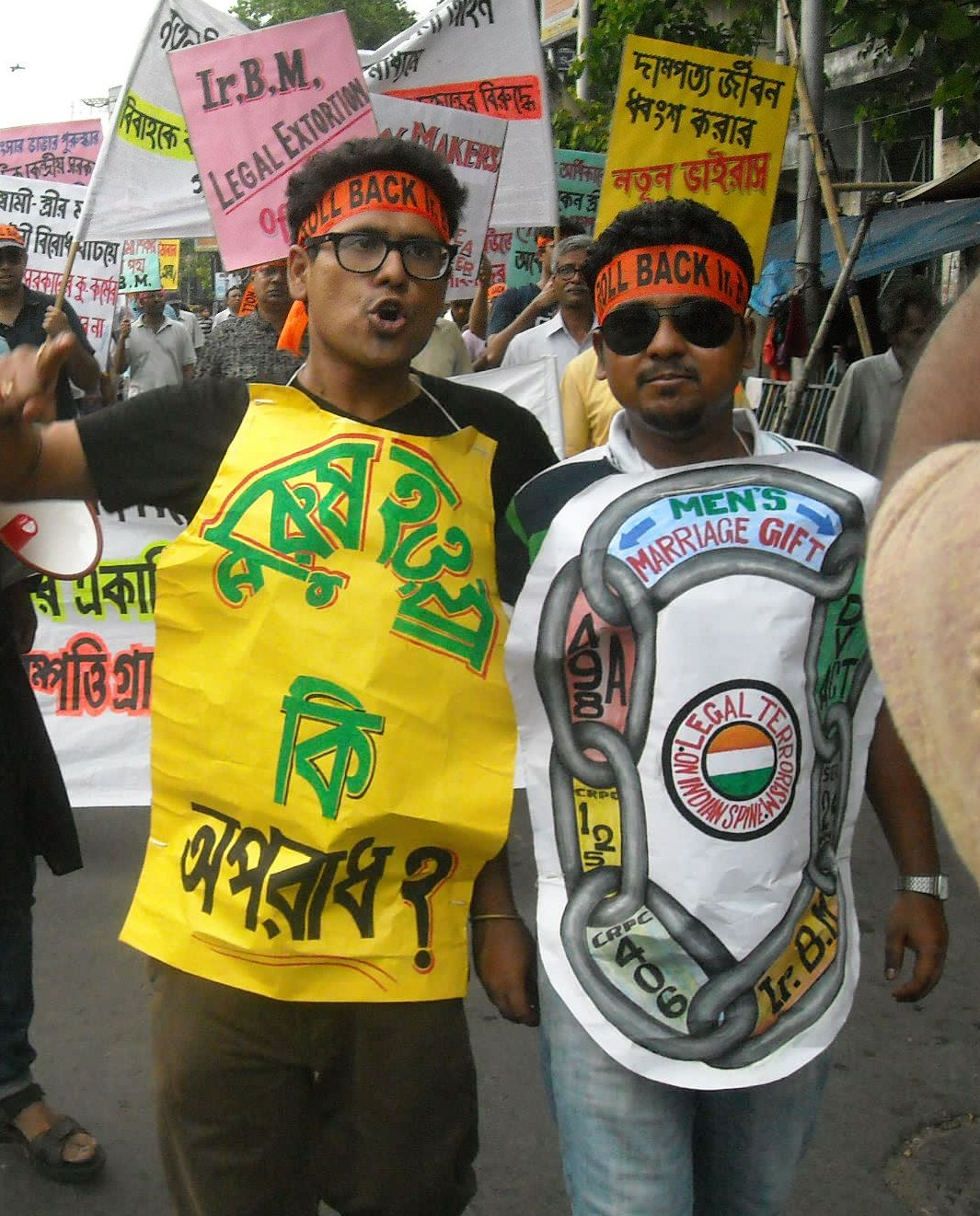
Movimiento derechos de los hombres en Bengala. Muestra a un hombre preguntando si es un pecado nacer hombre.

Los movimientos de hombres son movimientos sociales que consisten en grupos y organizaciones de hombres que se centran en cuestiones de género y cuyas actividades van desde la autoayuda y el apoyo al cabildeo y activismo. Entre los principales, los movimientos de hombres incluyen el movimiento de liberación de los hombres, el movimiento de los hombres profeministas, el movimiento mitopoético de hombres, el movimiento derechos del hombre y el movimiento de los hombres cristianos, especialmente representado por los Promise Keepers. El movimiento es predominantemente occidental y surgió en las décadas de 1960 y 1970.

## Movimiento de liberación de los hombres
El movimiento de liberación de los hombres consistía en "redes de hombres conscientemente involucrados en actividades relacionadas con los hombres y el género. Surgió a finales de los años 1960 y 1970 en la cultura occidental, simultáneamente y a menudo en respuesta a los movimientos de las mujeres y el feminismo". Mientras que tenían muchas de las señales de identidad de los grupos terapéuticos y de autoayuda, grupos del movimiento de los hombres han llegado a ver cada vez más el crecimiento personal y la mejora de las relaciones con otros hombres como "inútil sin un cambio simultáneo en las relaciones sociales y en las ideologías que apoyan o marginan diferentes formas de ser hombres". Activistas del movimiento de los hombres que simpatizaban con puntos de vista feministas se han preocupados de la deconstrucción de la identidad masculina y la masculinidad. Siguiendo el ejemplo de las primeras feministas que criticaban el rol de género tradicional de las mujeres, los miembros del movimiento de liberación de los hombres usaban el lenguaje de la teoría de los roles sexuales para argumentar que el papel masculino de género era igualmente restrictivo y perjudicial para los hombres. Algunos hombres liberacionistas descontextualizaban las relaciones de género y argumentaban que dado que los roles sexuales eran igualmente perjudiciales para ambos sexos, las mujeres y los hombres estaban oprimidos por igual.
Entre mediados y finales de los años 1970 , el movimiento de liberación de los hombres se había dividido en dos ramas separadas con puntos de vista opuestos: El movimiento de los hombres profeminista  y el movimiento de los derechos de los hombres antifeminista. Después esto, el movimiento de liberación de los hombres prácticamente desapareció.

## Movimiento de hombres profeministas
El movimiento de hombres profeministas surgió del movimiento de liberación de los hombres a mediados de la década de 1970. La primera conferencia sobre el hombre y la masculinidad, celebrada en Tennessee en 1975, fue una de las primeras actividades organizadas por los hombres profeministas en los Estados Unidos. El movimiento de los hombres profeministas fue influenciado por la segunda ola del feminismo, el Black Power, el movimiento de activismo estudiantil, el movimiento contra la guerra y movimientos sociales LGBT de las décadas de 1960 y 1970. Es la rama de los movimientos de hombres que por lo general abraza los objetivos igualitarios del feminismo.
Los hombres profeministas han cuestionado el ideal cultural de la masculinidad tradicional. Ellos argumentan que las expectativas sociales y la normas han obligado a los hombres a encasillarse en roles de género rígidos, limitando su capacidad de expresarse y restringiendo sus opciones a los comportamientos considerados como socialmente aceptables para los hombres. Por otra parte, los hombres profeministas han tratado de eliminar el sexismo y reducir la discriminación contra las mujeres. Han hecho campaña junto a las feministas en una variedad de temas, incluyendo la Enmienda de Igualdad de Derechos, los derechos reproductivos, las leyes contra la discriminación en el empleo, el cuidado asequible de los niños y para finalizar la violencia sexual contra las mujeres.
Entre los escritores profeministas significativos se encuentran David Tacey, Robert Jensen, Jackson Katz y Don Edgar.

## Movimientos derechos del hombre y de los padres

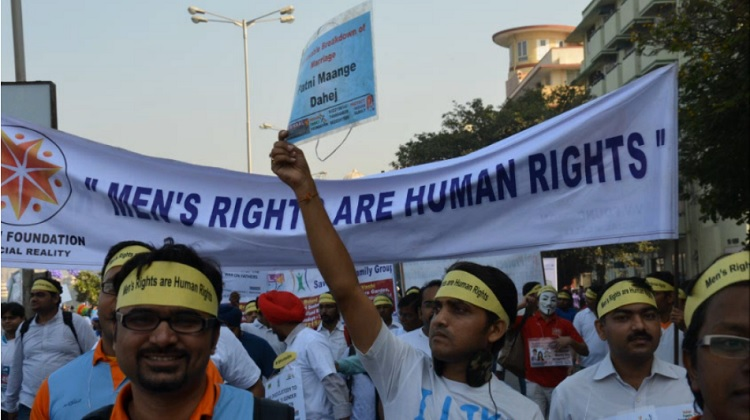
Manifestación del movimiento derechos del hombre, India

El movimiento derechos del hombre se separó del movimiento de liberación de los hombres a mediados y finales de 1970 Se centró específicamente en los temas relacionados con la discriminación y las desigualdades que enfrentaban los hombres. El MDH ha participado en una variedad de temas relacionados con la ley (incluyendo derecho de familia, la paternidad, la reproducción y la violencia doméstica), servicios públicos (como la educación, el servicio militar y los sistemas de seguridad social ) y salud.
El movimiento derechos de los padres es un subconjunto del movimiento derechos del hombre. Sus miembros se interesan principalmente en asuntos relacionados con el derecho de familia, incluyendo la custodia de los hijos y su manutención, que afecta a los padres y sus niños.
Entre los activistas prominentes de los derechos de los hombres se puede mencionar a Warren Farrell, Herb Goldberg, Richard Doyle y Asa Baber. Glenn Sacks es un activista de los derechos de los padres.

## Movimiento mitopoético de hombres
El movimiento mitopoético de hombres está basado en perspectivas espirituales derivadas del psicoanálisis y especialmente del trabajo de Carl Jung. Es menos político que los movimientos profeministas y derechos del hombre y se centra en la autoayuda. Es llamado "mitopoético" por su énfasis en la mitología comunicada como poesía, con alguna apropiación de elementos de la cultura indígena, por ejemplo de indígenas norteamericanos su mitología y conocimientos. Robert Bly, un mitopoético destacado, ha criticado a los "hombres débiles" y sostuvo que los chicos deben ser iniciados en la masculinidad con el fin de acceder a la "energía de Zeus", el cual, de acuerdo con Bly es "la autoridad masculina", que "abarca la inteligencia, la buena salud, la decisión compasiva, la buena voluntad, el liderazgo generoso." Los hombres mitopoéticos enfatizan "honrar al anciano", "recuperar" los padres, y "desatar el salvaje interior", pero con un énfasis en el impacto de la ausencia del padre en el desarrollo psicológico de los hombres.
La masculinidad se considera incluye patrones y arquetipos profundos inconscientes que son revelados a través del mito, los relatos y el ritual, tal como sostienen las teorías derivadas de la psicología analítica o "profunda".
Existe cierta superposición con las perspectivas de los movimientos de derechos del hombre y de liberación de los hombres.
Las actividades incluyen:
- Programas de tutoría para hombres, basados en la creencia de que los varones maduros deben ayudar a los niños a convertirse en adultos sanos.
- Campamentos rituales, con percusión y narración de cuentos
- Grupos de apoyo
- Intentos de desarrollar planes de estudios dentro de los programas para los muchachos en las escuelas.

Entre los autores mitopoéticos prominentes se puede mencionar a Robert Bly, James Hillman, Michael J. Meade, Sam Keen, Robert L. Moore y Stephen Biddulph.

## Terminología
Los sociólogos Michael Messner y Michael Flood han argumentado que el término "movimiento" es problemático, ya que, a diferencia de otros movimientos sociales, los movimientos de hombres ha tenido un enfoque sobre todo terapéutico, son internamente contradictorios y se componen de miembros de lo que argumentan es un grupo privilegiado.